# Elmhurst (Queens)
Elmhurst is een wijk in Queens, New York in de Verenigde Staten. In 1652 werd het dorp Middelburgh gesticht door Engelse puriteinen. In 1665 werd de naam gewijzigd in Newtown. In 1897 kreeg het dorp de naam Elmhurst. Het wordt bestuurd door de Queens Community Board 4.

## Geschiedenis
In 1642 stichtten Engelse puriteinen het dorp Maspeth in Nieuw-Nederland, maar werden verdreven door Lenape inheemsen. In 1652 werd Middelburgh gesticht als nieuwe nederzetting. In 1664 werd Nieuw-Nederland veroverd door het Verenigd Koninkrijk, en in 1665 werd de naam van het dorp veranderd naar Newtown of Nieuwe Stad. In 1683 werd de county Queens opgericht, en Newtown werd een van de vijf towns in de county. In 1734 werd de St. James Church gebouwd als Episcopaalse kerk, en is het oudste gebouw dat nog steeds bestaat.
In de 19e eeuw werden tramlijnen aangelegd naar Newtown, en begon het dorp zich te ontwikkelen. Aan het einde van de 19e eeuw van de projectontwikkelaar Cord Meyer actief in de wijk. Hij pleitte voor het wijzigen van de naam omdat de Newtown Creek zwaar vervuild was. In 1897 werd de naam van het dorp gewijzigd in Elmhurst. In 1898 werd Queens geannexeerd door New York en werd Elmhurst een wijk van de borough Queens. In 1936 werd de wijk verbonden met de metro door de aanleg van de Queens Boulevard Line. Het was oorspronkelijk een wijk bewoond door Europeanen. In het midden van de 20e eeuw ontwikkelde het zich tot een van de meeste etnisch diverse wijken.

## Demografie
In 2020 telde de wijk 107.864 inwoners. 5,1% van de bevolking is blank; 51,7% is Aziatisch; 1,5% is Afro-Amerikaans en 39,5% is Hispanic ongeacht ras of etnische groepering. In 2019 was het gemiddelde gezinsinkomen US$58,446, en ligt beneden het gemiddelde van de stad New York ($72.108).

## Bekende inwoners
- Albert Pinkham Ryder (1847-1971), kunstschilder
- William Casey (1913-1987), directeur van de CIA[10]
- Carroll O'Connor (1924-2001), acteur beter bekend als Archie Bunker[11]
- Harry Belafonte (1927-2023), zanger en acteur[12]
- Patty Duke (1946-2016), actrice[13]

## Foto's

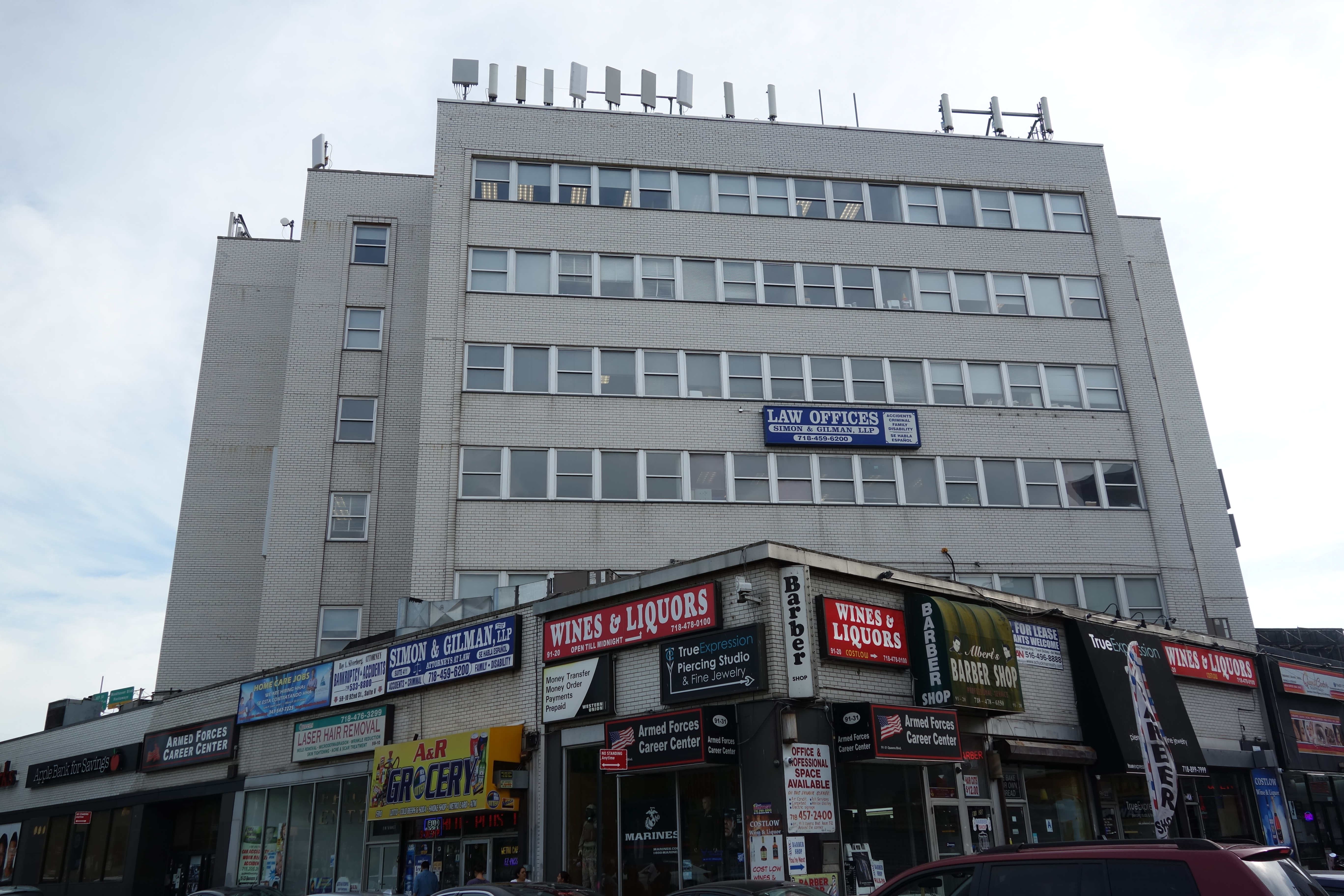
Queens Center Mall
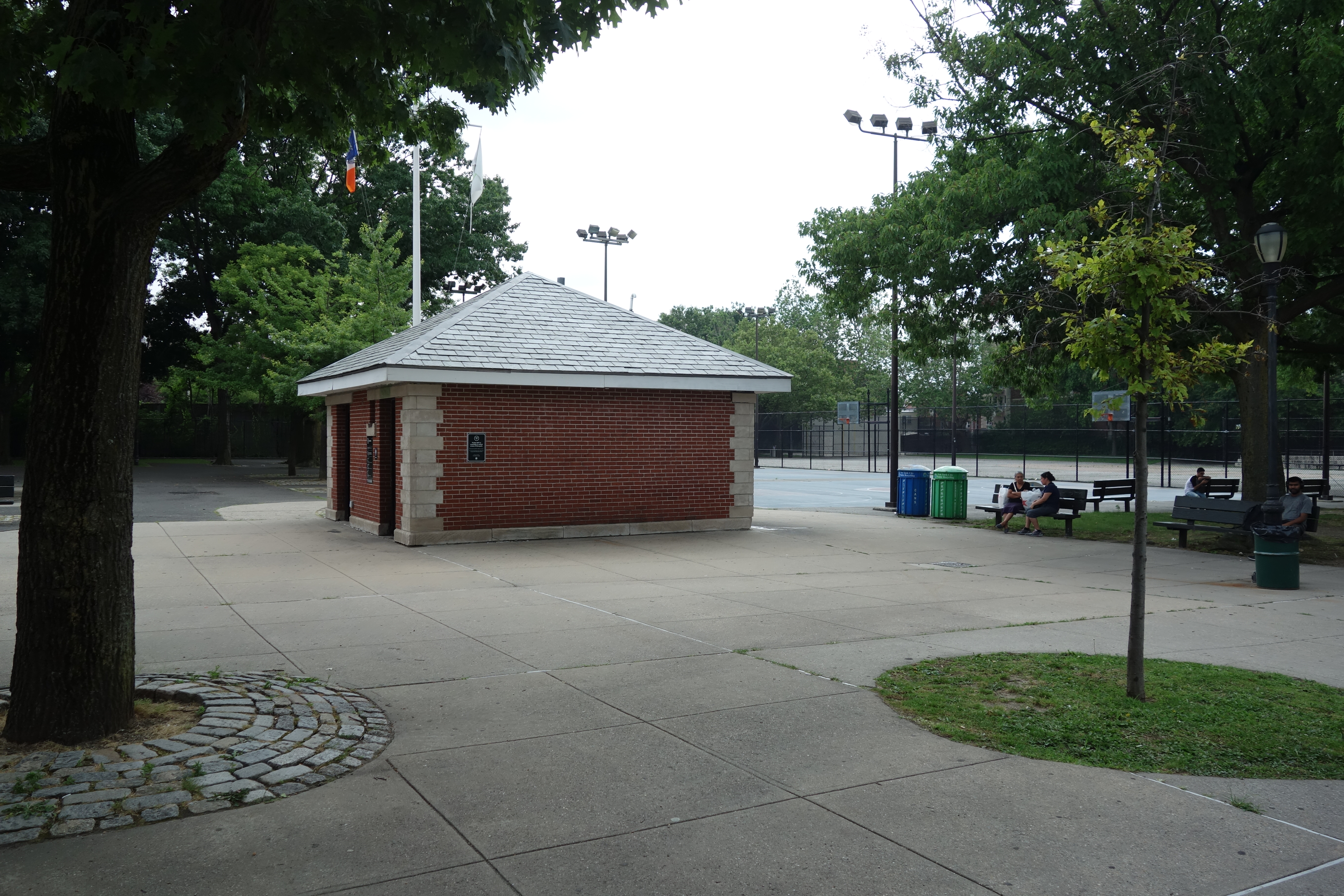
Hoffman Park
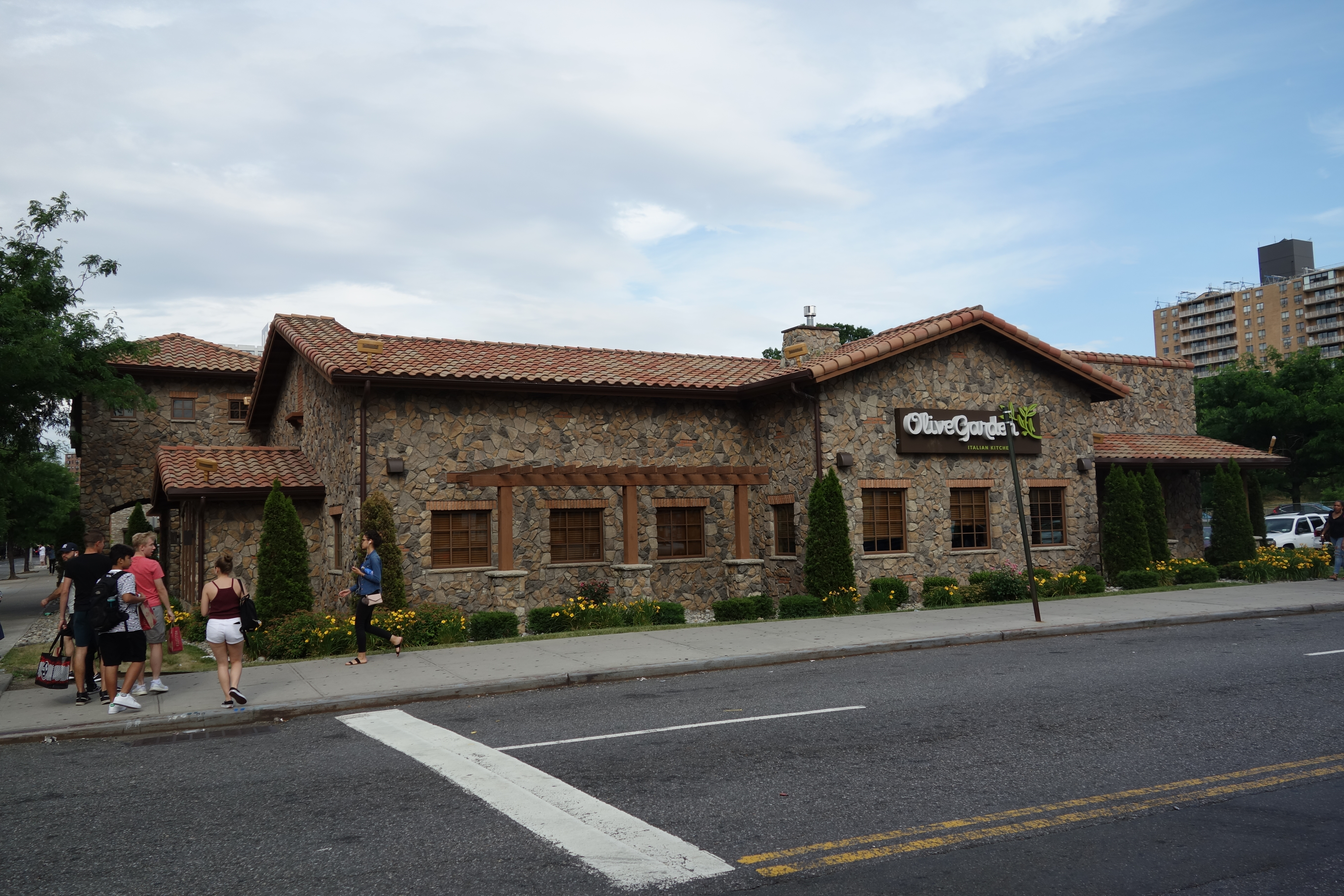
Olive Garden
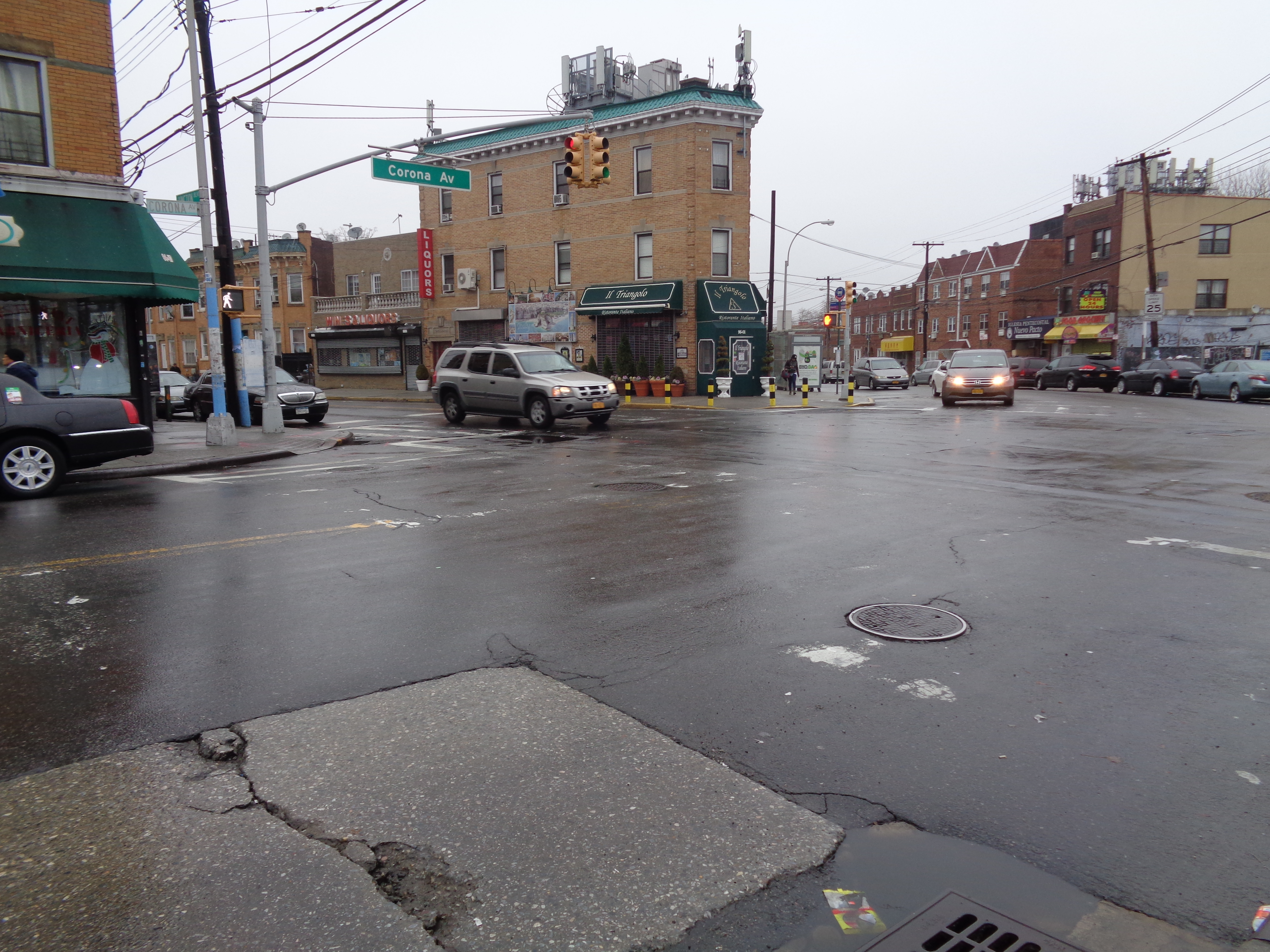
Kruising Corona Avenue en Junction Boulevard

- Library of Congress Control Number: n97042368
- MusicBrainz: fa9839bf-acef-4736-ab20-948565f6355d
- Nationale Bibliotheek van Israël: 987007542744905171
- Système universitaire de documentation: 069885559
- Virtual International Authority File: 122832733

Astoria · Elmhurst · Flushing · Forest Hills · Howard Beach · Jackson Heights · Jamaica · Long Island City (Dutch Kills) · Rockaway